# Sphaeromyxa hellandi
Sphaeromyxa hellandi is een microscopische parasiet uit de familie Sphaeromyxidae. Sphaeromyxa hellandi werd in 1909 beschreven door Auerbach. 